# Ꞗ

ꞗ

ꞗ là một chữ cái từng được sử dụng để ghi chép tiếng Việt. Khi còn được sử dụng, chữ cái này được dùng để biểu thị âm xát đôi môi hữu thanh (ký hiệu ngữ âm quốc tế: /β/) trong tiếng Việt trung cổ. Âm /β/ đã biến đổi thành âm /v/ trong phương ngữ Bắc Bộ và âm /j/ trong phương ngữ Nam Bộ của tiếng Việt hiện đại. Khi viết bằng chữ quốc ngữ, hai âm /v/ và /j/ do /β/ biến đổi thành này được ghi lại bằng tự mẫu v.

## Âm vị biểu thị
Trong Từ điển Việt–Bồ–La (tiếng La-tinh: Dictionarium Annamiticum Lusitanum et Latinum) của Alexandre de Rhodes, các mục từ bắt đầu bằng tự mẫu ꞗ như ꞗá (vá), ꞗậy (vậy), ꞗỗ (vỗ), ꞗui (vui), vân vân được gom chung vào một nhóm, đặt nằm giữa phần dành cho các mục từ bắt đầu bằng tự mẫu b và phần dành cho các mục từ bắt đầu bằng tự mẫu c. Mô tả về cách phát âm của tự mẫu ꞗ trong trong Từ điển Việt–Bồ–La cho thấy âm được ghi bằng tự mẫu ꞗ không phải là phụ âm /v/ nhưng nghe khá giống với /v/. Khi phát âm âm này người ta chỉ sử dụng đôi môi chứ không dùng đến răng như khi phát âm phụ âm /v/. Những điều trên cho thấy rằng âm được ghi bằng chữ ꞗ là âm xát đôi môi hữu thanh /β/.
Trong hai từ ꞗĕãi (vãi) và ꞗĕào (vào) trong Từ điển Việt–Bồ–La, ở ngay sau chữ ꞗ có tự mẫu ĕ. Theo Kenneth J. Gregerson thì ĕ ở đây biểu thị bán nguyên âm /j/, ꞗĕ- biểu thị cụm phụ âm /βj/.
Không phải phụ âm đầu trong mọi từ bắt đầu bằng v trong tiếng Việt hiện đại đều là do phụ âm /β/ trong tiếng Việt trung cổ biến đổi thành. Ở nhiều từ có từ v, chẳng hạn như các từ về, vịt, voi, phụ âm đầu của chúng là do /w/ biến đổi thành. Trong Từ điển Việt–Bồ–La, âm đầu /w/ được ghi lại bằng chữ v đáy cong (u). Ví dụ: uá (vá), uán (oản), uẽ (vẽ), uoi (voi). Tiếng Việt thế kỷ XVII đã có phụ âm [v] nhưng [v] lúc này chưa phải là một âm vị độc lập mà chỉ là biến thể của âm vị /w/. Trong Từ điển Việt–Bồ–La, biến thể âm vị [v] có lúc thì được nêu ra thông qua việc ghi lại nó bằng chữ v đáy nhọn (v) như ván (oản), văn, viẹc (việc), voi, có lúc thì lại không, [v] được ghi lại bằng chữ v đáy cong (u) giống như với âm [w]. Ở châu Âu thế kỷ XVII, nhiều người vẫn chưa xem v và u là hai chữ cái khác nhau, với họ u vẫn chỉ là một cách viết khác của tự mẫu v. Ngoài âm vị /w/ ra, trong Từ điển Việt–Bồ–La, tự mẫu v còn được dùng để ghị nguyên âm /u/. Tự mẫu v khi được dùng để ghi nguyên âm /u/ thì được viết dưới dạng chữ v đáy cong. Khi chữ v đáy cong dùng ghi nguyên âm /u/ đứng ở đầu từ, để phân biệt với tự mẫu v dùng ghi âm /w/, dấu hai chấm đầu (¨) được thêm vào bên trên chữ v đáy cong biểu thị nguyên âm /u/. Ví dụ: üấng (uống), üống (uống), üy nghi (uy nghi), an üỉ (an ủi).
Âm /β/ của tiếng Việt trung cổ về sau đã biến đổi thành âm /v/ trong phương ngữ Bắc Bộ và âm /j/ trong phương ngữ Nam Bộ của tiếng Việt hiện đại. Các từ có phụ âm đầu là /v/ và /j/ do /β/ biến đổi thành khi được ghi lại bằng chữ quốc ngữ sẽ có chữ cái đầu tiên là tự mẫu v. Âm /β/ còn lưu lại dấu tích trong cách phát âm của các từ bắt đầu bằng tự mẫu v của người nói phương ngữ Nam Bộ khi người nói muốn phát âm gần với hình thức chính tả của từ ngữ hơn. Trong phương ngữ Nam Bộ, các từ bắt đầu bằng tự mẫu d, gi, v thường cùng có âm đầu là /j/ nhưng khi người nói phát âm theo kiểu gần gũi hơn với hình thức chính tả của từ ngữ, phụ âm đầu của các từ bắt đầu bằng v sẽ được đổi từ /j/ thành /βj/ hoặc /bj/ hoặc /vj/. Trong ba kiểu phát âm /βj/, /bj/, /vj/, kiểu phát âm thành /βj/ là phổ biến nhất.

## Mã thống nhất
Trong các phiên bản tiêu chuẩn mã thống nhất (tiếng Anh: Unicode Standard) từ phiên bản 6.3 trở về trước không mã cho chữ ꞗ. Trong tiêu chuẩn mã thống phiên bản 7.0 (công bố năm 2014), chữ ꞗ đã được cấp mã theo đề nghị của Michael Everson. Cũng theo đề nghị của Michael Everson phiên bản 7.0 còn cấp mã cho chữ Ꞗ để làm hình thức chữ hoa cho chữ ꞗ. Chữ ꞗ không tồn tại trong các văn bản tiếng Việt trung cổ viết bằng chữ La-tinh, chữ này là do Michael Everson đặt ra.
| Kí tự               | Ꞗ                                    | Ꞗ                                    | ꞗ                                  | ꞗ                                  |
| ------------------- | ------------------------------------ | ------------------------------------ | ---------------------------------- | ---------------------------------- |
| Tên Unicode         | LATIN CAPITAL LETTER B WITH FLOURISH | LATIN CAPITAL LETTER B WITH FLOURISH | LATIN SMALL LETTER B WITH FLOURISH | LATIN SMALL LETTER B WITH FLOURISH |
| Mã hóa ký tự        | decimal                              | hex                                  | decimal                            | hex                                |
| Unicode             | 42902                                | U+A796                               | 42903                              | U+A797                             |
| UTF-8               | 234 158 150                          | EA 9E 96                             | 234 158 151                        | EA 9E 97                           |
| Tham chiếu ký tự số | &#42902;                             | &#xA796;                             | &#42903;                           | &#xA797;                           |